# Histoire des Plantes de la Guiane Françoise
Histoire des Plantes de la Guiane Françoise, (abreviado Hist. Pl. Guiane), é um livro com descrições botânicas que foi escrito pelo farmacêutico, botânico, pteridólogo e explorador francês, Jean Baptiste Christophore Fusée Aublet. Foi publicado em 4 volumes no ano de 1775. Foi editado em Londres e Paris e publicado por Pierre-François Didot.
O título completo é Histoire des plantes de la Guiane Francoise :rangées suivant la méthode sexuelle, avec plusieurs mémoires sur différens objects intéressans, relatifs à la culture & au commerce de la Guiane Françoise, & une notice des plantes de l'Isle-de-France ... /par m. Fusée Aublet.